# Moritz Hirsch
Moritz Hirsch, född den 6 november 1839 i Prostějov i Mähren, död den 15 maj 1906 i Wien, var en affärsman och partner till Gottfried Schenker i grundandet av transport- och logistikföretaget Schenker & Co.
Moritz Hirsch var son till en judisk skomakare. I sin ungdom sålde han oljekläder i regionen runt Prostějov, men kom snart, liksom många andra ungdomar, att flytta till imperiets huvudstad Wien. Där var han inledningsvis inneboende hos en avlägsen släkting.
Redan 1864 blev han tillsammans med Moritz Karpeles delägare i speditionsagenten Karpeles & Hirsch, som bedrev transporter inom Wien och år 1872 blev han en av grundarna av Schenker & Co tillsammans med Gottfried Schenker och Moritz Karpeles.
Den 2 september 1866 gifte sig Hirsch med Regine Marie Pereles i Prag och de kom att få två söner och en dotter. Hirsch var vicepresident i Wiens judiska samhälle, verkade som censor i den Österrikisk-Ungerska banken och var ordförande för den Österrikisk-Ungerska exportsammanslutningen.
Hirsch lämnade partnerskapet med Schenker och Karpeles år 1905 och erhöll därvid en betalning på 1,48 miljoner gulden. 1905 satt han i styrelsen för Internationale Transport-Gesellschaft (ITGAG), som var en av Schenker & Co:s främsta konkurrenter vid den tiden.
Hirsch tilldelades den belgiska Leopoldsorden och den österrikiska Franz Joseph orden (1849). Han avled i en hjärtattack den 15 maj 1906.

### Fotnoter
1. ↑  Matis & Stiefel: s. 36
2. ↑  Matis & Stiefel: s. 36-37
3. 1 2 3  Matis & Stiefel: s. 37
4. ↑  Matis & Stiefel: s. 98